# Chinesische Katholisch-Patriotische Vereinigung

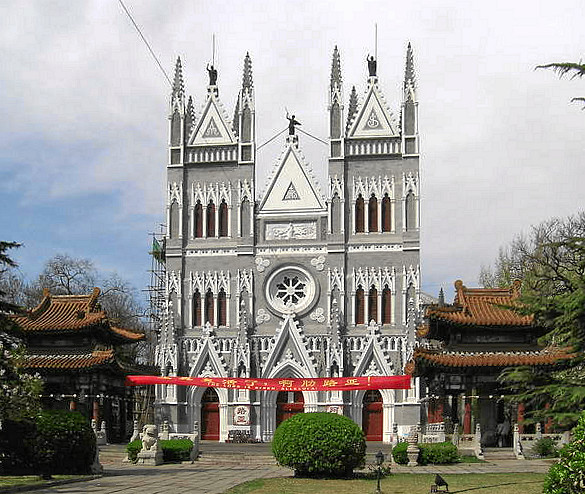
Die katholische Xishiku-Kirche in Peking

Die Katholisch-Patriotische Vereinigung (KPV; chinesisch 中国天主教爱国会, Pinyin Zhōngguó tiānzhǔjiào àiguó huì) ist die offiziell von der kommunistischen Regierung, nicht aber von der römisch-katholischen Kirche anerkannte katholische Gemeinschaft auf dem Gebiet der Volksrepublik China (mit Ausnahme der Sonderverwaltungszonen Hongkong und Macau). Sie zählt nach eigenen Angaben mehr als fünf Millionen Mitglieder. Kritiker der KPV sehen in dieser von den chinesischen Machthabern etablierten Kirche den Versuch der staatlichen Kontrolle über den Katholizismus in China.

## Gründung und Organisation
Die KPV wurde 1957 unter dem Druck der kommunistischen Regierung gegründet, um Kontakte der chinesischen Katholiken mit dem Vatikan zu verhindern. Chinesischen Katholiken ist es nur im Rahmen dieser offiziellen Vereinigung erlaubt, ihren Glauben zu praktizieren. Der Staat kontrolliert maßgeblich das Leben der KPV und behält sich die Ernennung von Bischöfen vor. Der Vatikan hat die Gründung dieser Kirche bisher offiziell nicht anerkannt, sie steht damit außerhalb der Gemeinschaft mit dem Heiligen Stuhl und kann in diesem Sinne als schismatisch angesehen werden. Noch im Gründungsjahr exkommunizierte Papst Pius XII. die gründenden Bischöfe der KPV.
Anthony Liu Bainian ist Ehrenpräsident der Patriotischen Vereinigung.

## Römisch-katholische Kirche in China
Die inoffizielle römisch-katholische Kirche in der Volksrepublik China, welche das Primat des römischen Pontifex über die Katholiken Chinas anerkennt, existiert weiterhin als Untergrundkirche. Ihre Mitglieder, deren Zahl auf 12 Millionen geschätzt wird, sind staatlichen Verfolgungsmaßnahmen ausgesetzt. Bischöfe und Priester werden regelmäßig inhaftiert und in staatliche Umerziehungslager transferiert, wo seit 1949, vor allem aber seit 1957 viele von ihnen starben bzw. nach römisch-katholischem Verständnis zu Märtyrern wurden. Die chinesische Untergrundkirche betrachtete in der Vergangenheit die Mitgliedschaft in der KPV oftmals als Verrat am Glauben, was immer wieder zu Spannungen zwischen der inoffiziellen Untergrundkirche und der staatlich anerkannten katholischen Kirche in China führte. Mittlerweile gibt es zwischen diesen beiden katholischen Gemeinschaften aber beträchtliche Überschneidungen. Man vermutet, dass bereits rund 80 Prozent der Bischöfe der KPV Kontakte zum Heiligen Stuhl haben und auch von Rom anerkannt werden. In Shanghai und in der Provinz Sichuan wurde erstmals jeweils ein Bischof mit Erlaubnis sowohl aus Rom als auch aus Peking geweiht.

## Verbreitung
In der Volksrepublik (ohne Hongkong und Macao) gibt es schätzungsweise vier Millionen Mitglieder der staatlich organisierten KPV und zwölf Millionen Mitglieder der „authentischen“ Untergrundkirche. Aufgrund des Prinzips Ein Land, zwei Systeme kann die römisch-katholische Kirche in den Sonderverwaltungszonen Hongkong und Macao offiziell tätig sein und ist dort keiner staatlichen Verfolgung ausgesetzt.
Die Existenz der KPV ist einer der Gründe, warum der Heilige Stuhl weiterhin die Regierung von Taiwan als Repräsentantin Chinas ansieht und mit ihr volle diplomatische Beziehungen pflegt.

## Positionen der KPV
Die KPV unterstützt aufgrund der staatlichen Vorgaben und im Gegensatz zur römisch-katholischen Position die künstliche Empfängnisverhütung (z. B. durch Kondome und Pille) und sie darf auch keine Kritik an der von den Kommunisten staatlich erlaubten Abtreibung üben.
Der Teil der katholischen Lehren, Vorschriften und Disziplin, welche nach 1949 (Jahr der Kommunistischen Machtergreifung) formuliert wurden, wurden bisher von ihr abgelehnt, etwa das Dogma der Mariä Himmelfahrt von 1950. Auch die Reformen des Zweiten Vatikanischen Konzils lehnt die KPV ab, obwohl dessen Vorschriften weltweit generell mit der Akzeptanz der kommunistischen Regierungen rechnen konnten. Auch von den Behörden und Priestern der sozialistischen Republiken Ungarns, der Tschechoslowakei und der übrigen Länder der kommunistischen Welt wurden diese akzeptiert.
Trotzdem wurde der katholische Gottesdienst in der staatlichen chinesischen Kirche, völlig nach dem Gebot, alle Vorschriften von nach 1949 nicht zu akzeptieren, bis vor zwanzig Jahren noch nach Tridentinischem Ritus gefeiert. Mittlerweile darf aber in den Gottesdiensten der KPV auch manchmal für den Papst in Rom gebetet werden, die Beschlüsse des Zweiten Vatikanischen Konzils, vor allem die Liturgiereform, werden auch hier mehr und mehr umgesetzt, und Chinesisch ist – auf Drängen der kommunistischen Behörden – jetzt liturgische Sprache geworden. Mehrere vom Staat ernannte Bischöfe der KPV wurden nachträglich durch den Vatikan bestätigt.

## Bischofsweihen im Mai 2006
Seit 2000 wurden keine Bischöfe mehr ohne die Zustimmung des Vatikans durch die KPV geweiht. Auch vom Vatikan wurde ein starkes Interesse gezeigt, die seit 1951 abgebrochenen diplomatischen Beziehungen eventuell schon 2008 wieder aufzunehmen. Jedoch kam es Anfang Mai 2006 zu einem erneuten Zerwürfnis zwischen der KPV und dem Vatikan. Binnen einer Woche wurden die beiden Bischöfe Ma Yinglin und Liu Xinhong, ohne auf vorherige Zustimmung des Vatikans zu warten, zu Bischöfen geweiht. Letztgenannter bat, auf Grund der Vorbehalte des Vatikans gegen ihn, im Februar noch um eine Verschiebung der Bischofsweihe. Am 3. Mai willigte er dann, vermutlich auf Druck der kommunistischen Partei, doch in seine Weihe ein.
Dies führte zu einem scharfen Protest des vor kurzem zum Kardinal ernannten Bischofs von Hong Kong Joseph Zen sowie durch Papst Benedikt XVI. Kurz darauf wurden dem Kirchenrecht folgend die beiden neuen Bischöfe sowie die sie weihenden Bischöfe von der römisch-katholischen Kirche für latae sententiae exkommuniziert erklärt, so Vatikanpressesprecher Joaquín Navarro-Valls.
Im Anschluss an diese Bischofsweihen weigerte sich die KPV, von dieser Praxis der nicht päpstlich autorisierten Weihen Abstand zu nehmen, und führte am 14. Mai 2006 Zhan Silu in sein Amt als Bischof der Diözese Mindong ein. Er war bereits im Jahre 2000 ohne Zustimmung zum Bischof geweiht worden. Zhan Silu hatte den Vatikan von seiner Weihe informiert, auf seinen Brief aber keine Antwort erhalten. Ein Sprecher der KPV erklärte ihr Verhalten für rechtmäßig, da alle geweihten Bischöfe von „qualifizierten Priestern demokratisch gewählt wurden“. Ebenso solle der Vatikan vor Aufnahme diplomatischer Beziehungen die chinesischen Bedingungen (Anerkennung der „Ein-China-Politik“ sowie Nichteinmischung in innere Angelegenheiten) erfüllen.